# Mi-Carême
Die Mi-Carême ist ein traditionelles Karnevalsfest, das ursprünglich aus Frankreich stammt. Es wird an dem Tag gefeiert, der auf die Hälfte der Fastenzeit fällt, gemäß der christlichen Tradition also auf den zwanzigsten der vierzig Fastentage vor Ostern.
Der Brauch geht bis ins Mittelalter zurück und wird auf den Antillen, in vielen Gemeinden Frankreichs (wo sich jedoch teilweise der Name Karneval durchgesetzt hat), sowie in den ehemaligen französischen Kolonien Neufrankreichs, insbesondere in Québec und Akadien, gepflegt.

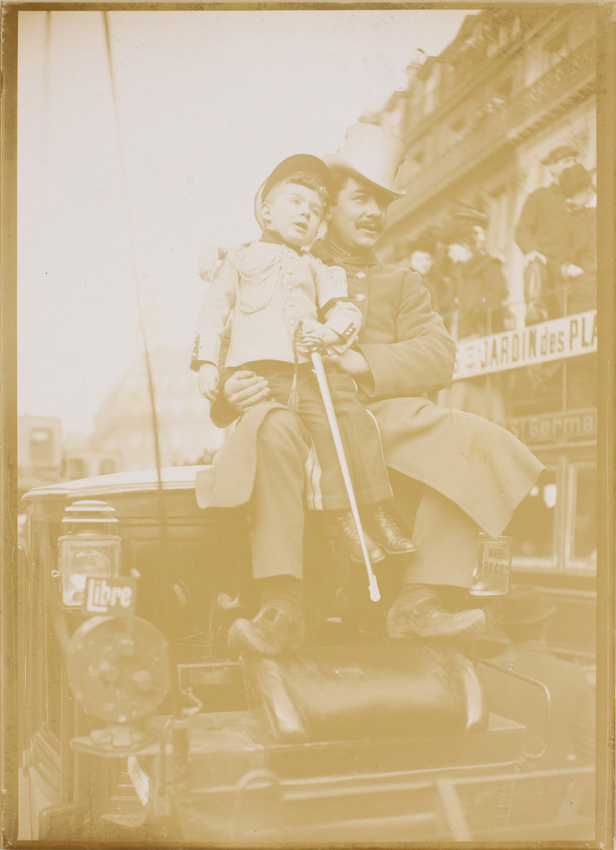
Verkleidetes Kind am Tag der Mi-Carême, um 1900, in Paris (Foto: Paul Géniaux)

## Ursprung der Mi-Carême
Anlässlich der Mi-Carême im Jahre 1890 schrieb die Pariser Zeitung La Presse:

„Die Erfindung der Mi-Carême ist viel jünger als die des Karnevals. Man hatte schon sehr früh das Bedürfnis verspürt, eine lange Zeit der Enthaltsamkeit mit lärmenden Vergnügungen einzuleiten; als der Glaube noch schwächer wurde, hielt man es für angebracht, diese lange Zeit der Entbehrungen durch einen Halt zu unterbrechen: Man schuf die Mi-Carême. Das ist ihr offensichtlicher Grund; was die gelegentliche Ursache für ihre Existenz betrifft, so ist sie weniger sicher bekannt. Die Mi-Carême wird auf den in einigen kleinen Städten unter jungen Männern eingeführten Brauch zurückgeführt, am Mardi gras einen letzten Ball für die jungen Mädchen des Landes zu geben; diese gaben ihrerseits am dritten Donnerstag der Fastenzeit ein Fest. Dazu kam, vor allem in Paris, die Gewohnheit unter den Wäscherinnen, sich zu dieser Zeit eine Königin zu nennen, sich zu verkleiden und einen Ball in ihrem Waschraum zu geben. Dieser Brauch, wahrscheinliche eine Erinnerung an die alten Gewerbekönige, hat sich von Paris bis in die Vorstädte und weit darüber hinaus ausgebreitet. In vielen Städten ist die Mi-Carême nach wie vor das Fest der jungen Mädchen“

Der Ursprung der Mi-Carême scheint jedoch ein viel praktischerer Grund zu sein. Die Pause inmitten der Fasten- und Bußzeit wird von der Haltbarkeitsdauer verderblicher Lebensmittel bestimmt, die in Zeiten, in denen Fasten und Abstinenz strikt eingehalten wurden, nicht verzehrt werden durften. Dies gilt insbesondere für Eier, die für die meisten Menschen das Hauptnahrungsmittel tierischen Ursprungs darstellten. Da Eier nur schwer länger als 20 Tage haltbar waren, bot die Mi-Carême neben ihrer psychologischen Funktion, eine Zeit intensiver Entbehrung vorübergehend zu unterbrechen, auch die Gelegenheit, diese Nahrungsmittel nicht zu verschwenden. So kam es auch zu den traditionellen und festlichen Rezepte für die Mi-Carême, wie Crêpes und Bugnes (französische Krapfen), die alle aus Eiern hergestellt werden.
Früher wurde die Mi-Carême als „alte gute Frau“ personifiziert. An der Mi-Carême sägte oder spaltete man „die Alte“ in zwei Hälften. Dieses Ritual war zu Beginn des 19. Jahrhunderts sehr verbreitet, verlor aber gegen Ende desselben Jahrhunderts an Bedeutung. In verschiedenen französischen Dialekten wird «fendre la vieille» Wort für Wort mit Mi-Carême übersetzt. Ziemlich barbarische Bräuche, wie das Haus der Alten auszurauben oder sie zu treten, scheinen auf ein hohes Alter dieses Festes hinzuweisen. Die Alte symbolisiert dort das alte Jahr, Cailleach. In Lectoure wurde der Überlieferung nach folgende rituelle Kantilene gesungen:
Wir werden die Alte zersägen, dieses Jahr werden wir die Alten zersägen.

Die Jungen brauchen Schuhe, die Alten brauchen Fußtritte.

Die Jungen brauchen Kotillons, die Alten brauchen Stockschläge.

Die Jungen brauchen Weißbrot, die Alten werden darauf verzichten.

Die Jungen brauchen guten Wein, die Alten werden aus dem Brunnen trinken.

Die Jungen brauchen Kavaliere, die Alten brauchen weiße Haare.

## Datum
Wie der Name schon sagt, wird die Mi-Carême in der Mitte der sogenannten Carême (französisches Wort für Fastenzeit) gefeiert, einer vierzigtägigen Periode der Entbehrung, die der Karwoche im christlichen Kalender vorausgeht. Die Mi-Carême stellt somit eine Pause im strengen Einhalten der Tage bis zum Ostersonntag dar und wird per Definition am Donnerstag der dritten vollen Woche der vierzig Fastentage gefeiert.
Obwohl das Fest rein rechnerisch auf den dritten Montag der Fastenzeit (den zwanzigsten Tag nach Aschermittwoch) fallen sollte, wird die Mi-Carême offiziell an einem Donnerstag gefeiert. Die Sonntage zählen im eigentlichen Sinne nicht als Teil der Bußfastenzeit, sodass drei Wochentage hinzugezählt werden müssen. Dennoch wird die Feier in der Praxis nicht immer nach einer dieser beiden Regeln datiert,  sodass einige Orte ein Datum vor oder nach dem dritten Donnerstag oder dem angrenzenden Montag wählen und sich stattdessen für mehrere prunkvolle Tage entscheiden, die in der Regel in einer großen Gemeinschaftsfeier gipfeln.

## Feierlichkeiten
Die Feier der Mi-Carême ähnelt der Feier des Mardi Gras in Louisiana. In Saint-Antoine-de-l'Isle-aux-Grues (Québec) werden die Männer (und seltener auch die Frauen) beispielsweise von den Frauen des Dorfes verkleidet, nachdem diese oft monatelang an der Herstellung der prächtigen Kostümierungen gearbeitet haben. In mehr oder weniger großen Gruppen ziehen die «mi-carêmes» durch das Dorf, von Haus zu Haus. Sie besuchen die Wohnzimmer und Küchen, wo man ihnen im Vorfeld traditionellerweise Speisen und alkoholische Getränke zubereitet hat. Wenn die Gruppe der maskierten Männer ein Wohnzimmer betritt, tanzt und Unfug treibt, versuchen dessen Bewohner zu erraten, wer sich hinter den Masken verbirgt (die Identität der Mi-Carêmes ist bis zum Ende der fünf Abende dauernden Feierlichkeiten ein streng gehütetes Geheimnis). Erst bei einer letzten Runde in einem großen Gemeindesaal am Samstagabend legen die Darsteller schließlich ihre Masken ab und enthüllen ihre Identität. Am nächsten Morgen wird in der Dorfkirche eine Messe gefeiert, wobei es üblich ist, dass die Männer daran noch in ihren Kostümen vom Vorabend teilnehmen.

## In Frankreich
Die Mi-Carême war früher in Frankreich das Fest der Wäscherinnen, der Kohlehändler und der Wasserträger.
Ursprünglich als Fest der Frauen wird die Mi-Carême auch heute noch in Paris gefeiert und ist neben der Promenade du Bœuf Gras eines der beiden großen Feste des Pariser Karnevals. In den 1900er Jahren widmete der Fotograf Paul Géniaux diesem traditionellen Fest eine Reihe von Fotografien, die einige Jahre später vom Musée d’Orsay in Paris erworben wurden.
Nachdem die Parade in frühen 1950er Jahren in Vergessenheit geriet, wird sie nach einer Unterbrechung von 63 Jahren seit 2009 wieder veranstaltet.

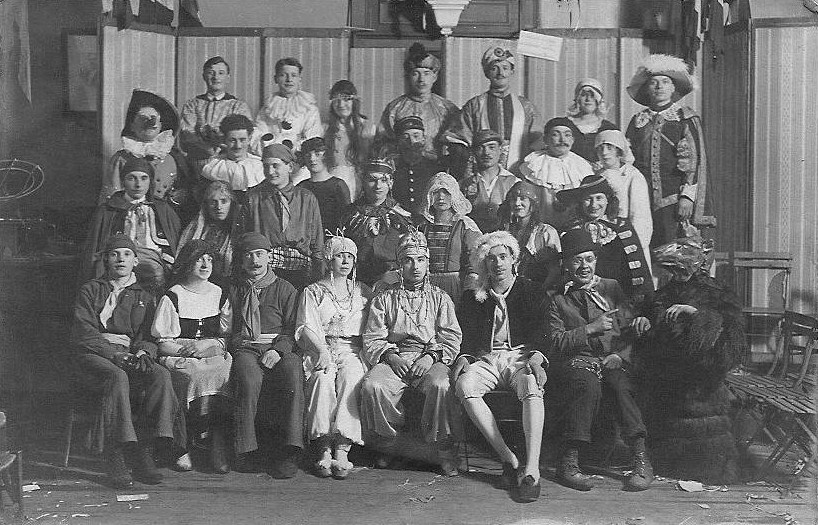
Postkarte mit Erinnerung an die Mi-Carême 1925 in Tinchebray.
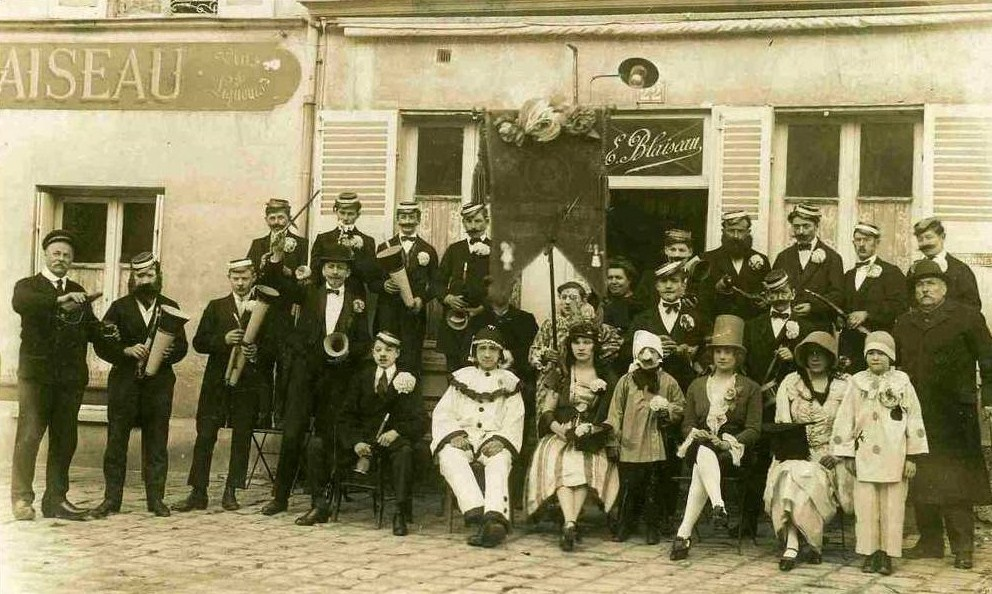
Les bigophonistes de la commune libre de Milly-la-Forêt à la Mi-Carême 1925.
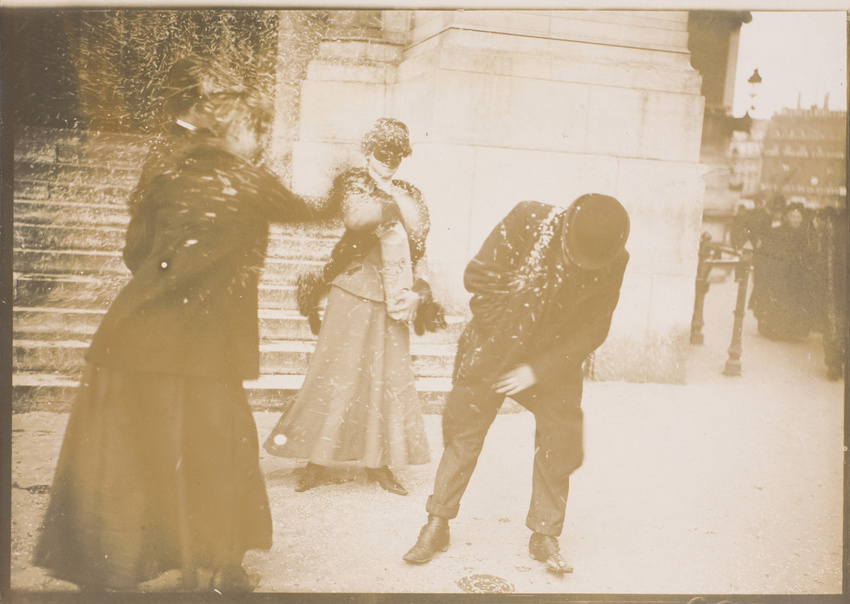
Studenten am Tag der Mi-Carême, um 1900 (Fotografiert von Paul Géniaux).
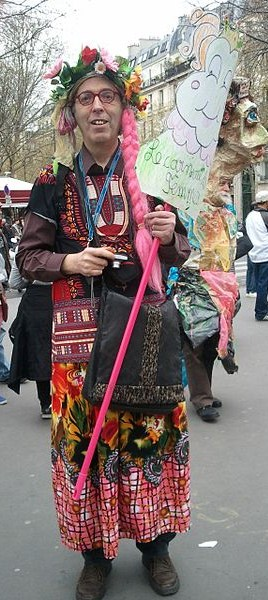
Beim Mi-Carême in Paris, 2014.

## In Brasilien
In Brasilien feiert man ebenfalls ein Karnevalsfest, das außerhalb der traditionellen Karnevalszeit stattfindet. Dessen Name micareta leitet sich vom französischen mi-carême ab.

## In der Karibik
Die Mi-Carême wird immer noch in der Karibik gefeiert, in Guadeloupe, in Martinique, in Französisch-Guayana und in Saint-Martin.
In Guadeloupe nehmen die Feiern oft die Form von ausschweifenden Karnevalsumzügen an, bei denen sich die in Rot und Schwarz gekleideten Karnevalisten an die Freuden der „fetten Tage“ (les jours gras) zurückerinnern.

## In Kanada
In Kanada wird die Mi-Carême noch an mehreren Orten gefeiert:
- In Akadien, in der Gegend von Chéticamp (Nova Scotia) wird die Mi-Carême in der dritten Woche der Fastenzeit von Sonntag bis Freitag gefeiert. Auf der Kap-Breton-Insel, im Hafen von Grand Étang gibt es ein eigens dafür gebautes Centre de la Mi-Carême, das die schon über 200 Jahre alte Tradition bewahren soll. Das Zentrum bietet unter anderem eine Ausstellung von lokal hergestellten Masken.[11]
- in Québec, Saint-Antoine-de-l'Isle-aux-Grues, Natashquan, Fatima, Îles de la Madeleine, L'Isle-aux-Coudres (Charlevoix).

In jüngster Zeit ist eine Wiederbelebung einer alten Praxis zu beobachten, die zwei Traditionen miteinander verbindet, nämlich die der Mi-Carême und die nicht weniger typische Tradition des Sankt-Lorenz-Stroms, das sogenannte Eiskanurennen. Der Brauch besteht darin, dass eine kleine Gruppe von Eiskanuten aus Québec City und Umgebung die letzten Eisfelder nach dem Einbruch des Eises im Frühjahr überquert, um sich den Inselbewohnern anzuschließen und mit ihnen den letzten festlichen Abend auf der Isle-aux-Grues zu feiern.